# Petru I al Portugaliei
Petru I al Portugaliei, supranumit Justițiarul și cel Crud (în portugheză Pedro o Justiceiro, Pedro o Cruel; n. 8 aprilie 1320, Coimbra, Portugalia – d. 18 ianuarie 1367, Estremoz, Districtul Évora, Portugalia), aparținând Casei de Borgonha, a fost al optulea rege al Portugaliei din 1357 până la sfârșitul vieții.  

## Biografie
A fost al treilea fiu și singurul care a supraviețuit, al lui Afonso al IV-lea al Portugaliei, și al soției sale, Beatrice de Castilia. 
Despre anii copilăriei lui Petru I se știu puține. Totuși, există câteva informații provenind de la bona sa, Dona Leonora, pedagogul său Lopo Fernandes Pacheco și alte persoane apropiate lui Petru (Domingos Anes, Gonçalo Lobato, Afonso Domingues și Afonso Esteves). Astfel se știe că, în jurul vârstei de cincisprezece ani, în 1335, el avea deja o curte personală. Cronicarii au menționat un defect de vorbire (bâlbâială) și, de asemenea, în unele probleme psihice ca: „pasiuni exaltate și violente, furii explozive, diverse perversiuni” și că era iubitor de petrecere și muzică, cântând și dansând când se afla la Lisabona.
Tatăl său, Afonso al IV-lea, a căsătorit-o pe fiica sa, Maria, cu Alfonso al XI-lea al Castiliei, dar a aflat în curând că aceasta era maltratată de soțul ei. Vărul lui Alfonso, Juan Manuel, fusese de asemenea respins de rege atunci când în locul fiicei sale Constanța a fost preferată prințesa portugheză. Considerând că fiica sa era dezonorată, Afonso a acceptat să se alieze cu Juan Manuel, căsătorindu-l pe Petru cu Constanța. Când Constanța a ajuns în Portugalia, Inês de Castro, fiica unui aristocrat castilian refugiat în Portugalia, a acompaniat-o ca doamnă de onoare. Petru s-a îndrăgostit de Ines și relația lor a durat până la moartea Constanței în 1345. Scandalul provocat de relația fiului său cu Inesă, l-a obligat pe Afonso s-o expulzeze pe aceasta de la Curte, dar relația celor doi a continuat în secret. Conform cronicii lui Fernão Lopes, în această perioadă Petru le-a acordat fraților lui Ines funcții importante la Curte ceea ce l-a alarmat pe Afonso, care se temea că după moartea sa tronul portughez va ajunge în mâinile castilienilor. Acesta este motivul oficial pentru care Afonso a hotărât în 1355 că Ines trebuia ucisă. Furia lui Petru se presupune că a declanșat revolta împotriva tatălui său care a durat din 1355 până în 1356. Afonso l-a învins pe fiul său, dar a murit un an mai târziu, în 1357, Petru fiind succesorul său la tron. 
Fernão Lopes i-a atribuit supranumele „Justițiarul” datorită atenției pe care Petru o acorda justiției și a pedepselor aplicate de el personal. Asasinii lui Ines au primit cea mai cruntă pedeapsă. Cei trei se refugiaseră în Castilia, dar Petru a cerut ca ei să-i fie trimiși în schimbul unor fugari castilieni aflați în Portugalia. Unul dintre asasini a scăpat, ceilalți doi au fost prinși, iar Lopes pretinde că Petru le-a smuls inimile de vii cu propriile mâini. Există posibilitatea unei confuzii între Petru I al Portugaliei și Petru I al Castiliei : amândoi aveau același nume, au trăit în aceeași perioadă, erau rude apropiate și despre amândoi se spune că au fost persoane violente. Cu toate acestea, domnia lui Petru a fost mai degrabă pașnică, și că el a reușit să impună un sistem judiciar destul de echitabil pentru acele vremuri. Petru a încercat să facă asta prin Beneplácito Régio emis în 1361, prin care interzicea publicarea bulelor papale fără consimțământul său. Acesta a fost rezultatul unor documente papale false care pătrunseseră în țară. A început, de asemenea, „naționalizarea” ordinelor militare, numindu-l pe fiul său cel mic Ioan (fiu ilegitim născut după moartea lui Ines) Mare Maestru al Ordinului militar de Avis. A încercat să pretindă că el și Ines fuseseră căsătoriți, și că prin urmare cei patru copii ai lor erau legitimi, dar nu a reușit să-și atingă scopul, iar copiii lui Ines au fost nevoiți să se refugieze în Castilia. 
Petru I a domnit timp de zece ani, fiind atât de popular încât cronicarul Fernão Lopes a scris: „că nu au existat niciodată zece ani în Portugalia ca aceștia în care regele Dom Pedro a domnit”. Domnia sa a fost singura din secolul al XIV-lea fără război și marcată de prosperitate financiară, prin urmare rămâne în istoria Portugaliei ca o domnie bună.
Petru a fost tatăl lui Ferdinand I și al lui Ioan I. Ioan a fost Mare Maestru ordinului militar Avis, și avea să devină fondatorul dinastiei Avis în 1385 după ce l-a împiedicat pe Juan I să uzurpe tronul Portugaliei.
Sarcofagele cu rămășițele pământești ale lui Petru I și Ines de Castro se află așezate față în față în biserica Mănăstirii din Alcobaça (Portugalia).

## Galerie de imagini

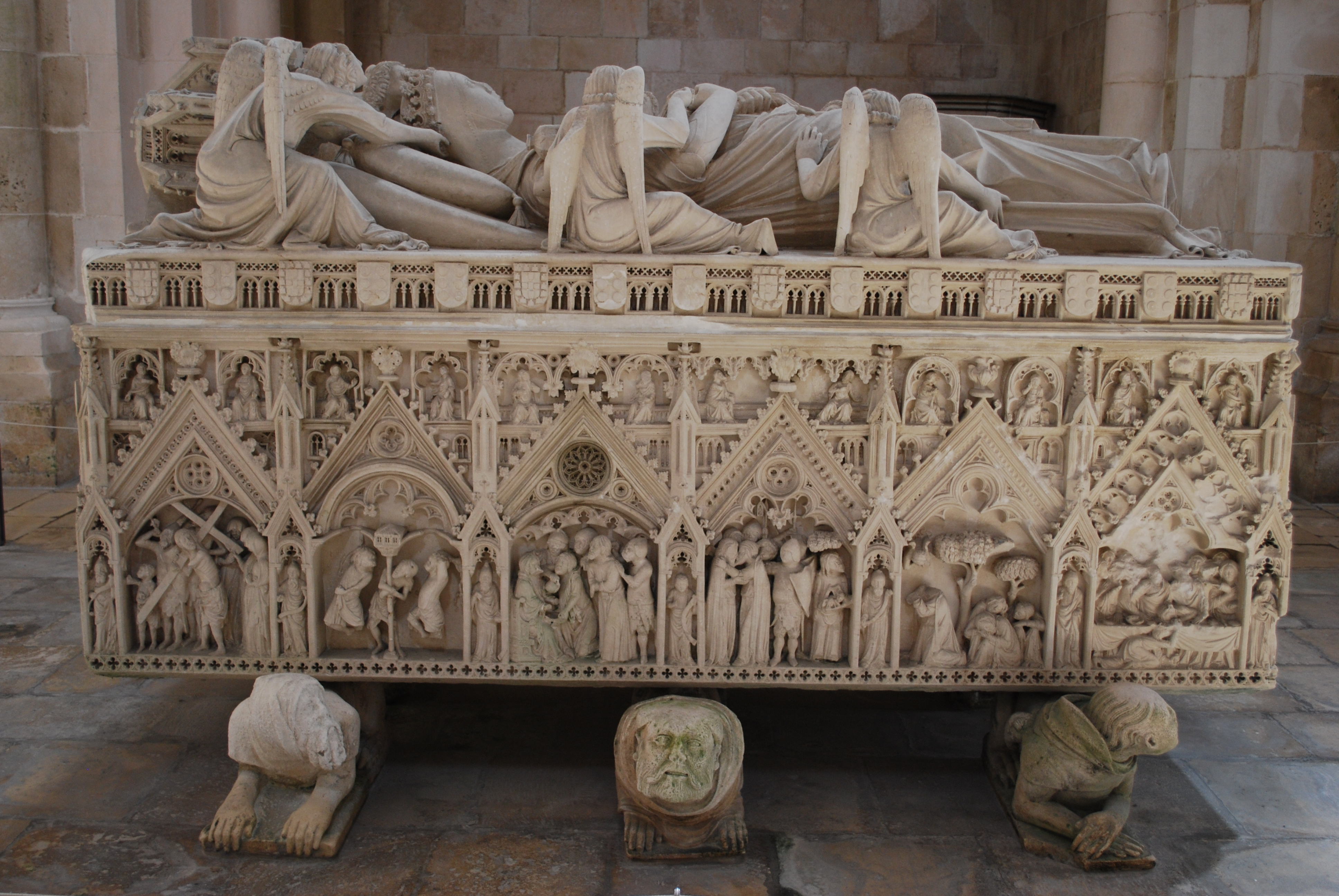
Sarcofagul lui Ines de Castro (Mănăstirea Alcobaça, Portugalia)
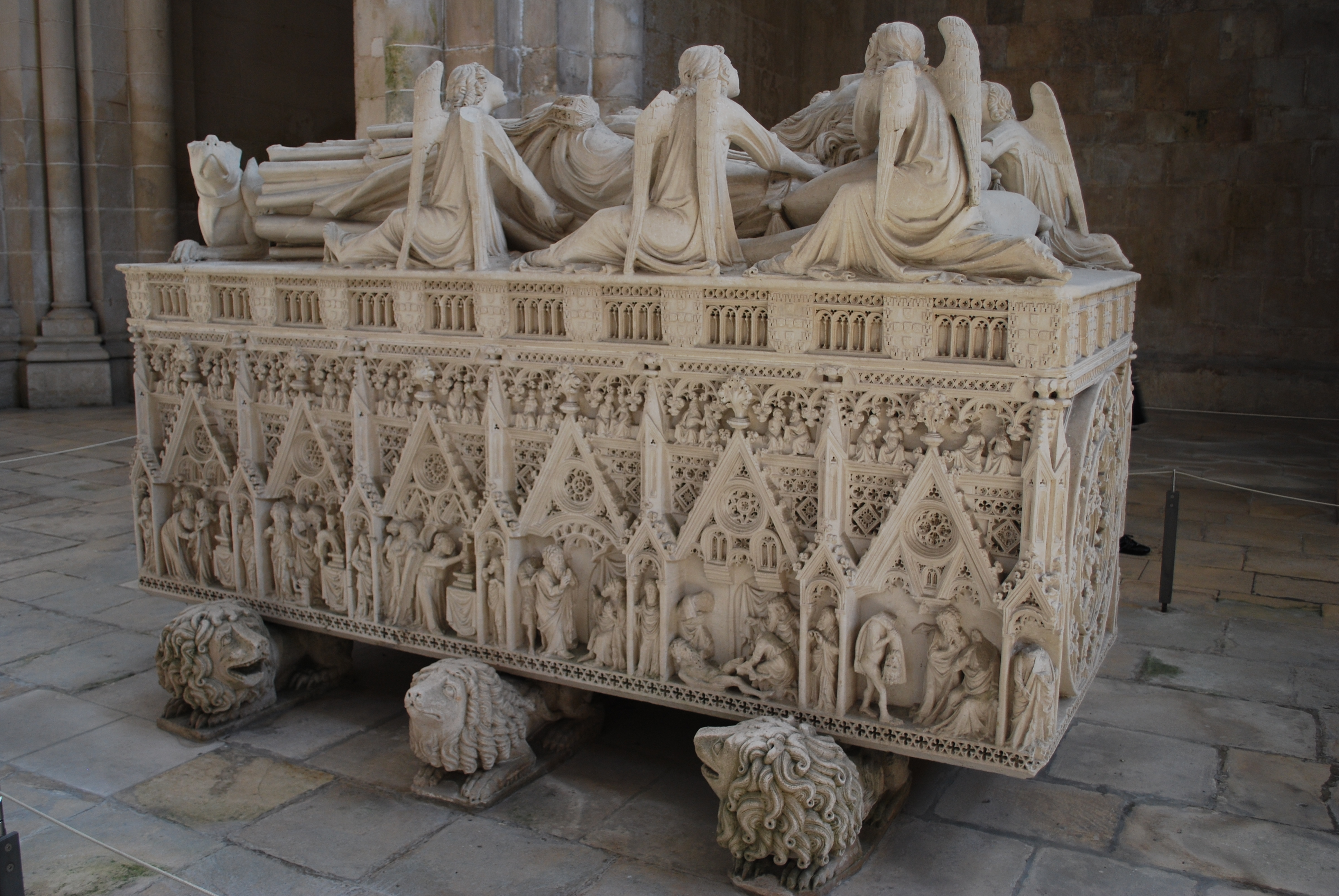
Sarcofagul regelui Petru I (Mănăstirea Alcobaça, Portugalia)